# マルバニッケイ
マルバニッケイ（丸葉肉桂、学名: Cinnamomum daphnoides）は、クスノキ科ニッケイ属に分類される常緑亜高木の1種である。コウチニッケイともよばれる。葉が厚く、先端が丸い倒卵形であり（和名の由来）、三行脈が目立つ。九州から沖縄県硫黄鳥島まで、海岸に生え、島嶼に多い。

## 概要
常緑亜高木であり、樹高10メートル (m)、幹の直径30センチメートル (cm) ほどになる。密に分枝し、上を向いた葉が密につく。樹皮は黒褐色で平滑、浅い縦じわがある。新枝は淡黄緑色、四稜形で淡褐色の絹毛が密生する。冬芽は卵形で先は尖る。頂芽の鱗芽には淡褐色の絹毛が密生する。葉は対生またはやや互生し、葉柄は絹毛に覆われ長さ6–7ミリメートル (mm)、葉身は倒卵形（最大幅は先端側）で、2.5–4.5 × 1–2 cm、基部はくさび形、先端は丸く、葉縁は全縁で縁が裏面へ反り返り、かたい革質、三行脈が目立ち、表面でへこみ裏面へ突出し、表面は初めは伏毛を散生するがのちに無毛、裏面に淡褐色の絹毛が密生する。樹皮や葉には、ニッケイ属の特徴であるシナモンに似た芳香がする。
花期は6月と12–1月の2回。数個の黄緑色の花からなる散形花序が腋生し、花序柄は長く、短い絹毛が密生する。花被片は広卵形、長さ 3–3.5 mm、両面に細毛を密生し、6裂、花後に脱落する。雄しべは9個、3個ずつ3輪につき、外側2輪の雄しべの葯は内向、最内輪の雄しべの葯は外向で花糸基部に1対の腺体がある。雄しべの内側には仮雄しべが1輪ある。雌しべは1個、花柱は細く、柱頭は肥大する。果実は液果、楕円形、長さ約 1 cm、熟すと黒紫色になる。果托は杯状で果実の基部を包む。種子は楕円形、縦条が数本ある。

## 分布
福岡県（大島）、長崎県（男女群島）、鹿児島県（大隅半島、薩摩半島、屋久島、種子島、トカラ列島、奄美大島）、沖縄県（硫黄鳥島）に分布しており、日本固有種とされていたが、2014年に中国浙江省の韮山列島から報告された。
主に海岸林や山頂部等の風衝地に生育し、種子島からトカラ列島にかけて、特徴的な海岸低木林を成立させる。また、庭木などにも利用されており、自生地以外でも見ることができる。

## 保全状況評価
マルバニッケイは、IUCNレッドリストカテゴリーでは低危険種 (LC) に指定されている。また、環境省のレッドデータでは準絶滅危惧とされている。
準絶滅危惧（NT）（環境省レッドリスト）
生育地である各地方公共団体のレッドデータブックでは、福岡県、長崎県、沖縄県で準絶滅危惧に、鹿児島県では分布特性上重要な種に指定されている。

## 近縁種
マルバニッケイは、日本で見られる同属別種であるニッケイやヤブニッケイに比べて、葉の形が異なり、葉の大きさも半分かそれ以下とかなり小さい点で異なる。マルバニッケイと同様に葉の小さいものにシバニッケイ（Cinnamomum doederleinii）があり、奄美大島以南の琉球列島に分布しているが、葉の先端が鈍く尖り、葉の裏の毛が少ない点でマルバニッケイと異なる。また、奄美大島や沖縄群島には、両者の中間的な特徴をもつケシバニッケイ（Cinnamomum doederleinii var. pseudodaphnoides）が分布する。